# Pere (peuple d'Afrique)
Pour les articles homonymes, voir Pere.
Les Pere sont un peuple bantou d'Afrique centrale établi dans les zones montagneuses du centre-est de la République démocratique du Congo, près des frontières avec le Rwanda et l'Ouganda où vivent également quelques communautés. 

## Ethnonymie
Selon les sources on observe plusieurs variantes : Babili, Bapakombe, Bapere, Bapili, Bapiri, Bili, Kper, Pakombe, 
Peres, Peri, Piri.